# Refugio de Puente Coronas
El refugio de Puente de Coronas, también denominado refugio de Coronas, refugio de Pescadores, refugio de Vallibierna o refugio de Ballibierna, es un refugio que se encuentra junto al puente de Coronas, un pequeño puente sobre el barranco de Coronas, muy cerca de su confluencia con el río Vallibierna, afluente del río Ésera (Benasque, Ribagorza, provincia_de_Huesca, Aragón, España).
Está situado a 1970 metros de altitud y es un refugio un tanto básico de uso libre.
Tiene dos literas, una chimenea (suele haber siempre leña para su uso), una mesa, unos bancos de madera y una emisora de emergencia.
Está gestionado por el ayuntamiento de Benasque.